# Hyacinthoides vicentina
Hyacinthoides vicentina é uma espécie de planta com flor pertencente à família Liliaceae. 
A autoridade científica da espécie é (Hoffmanns. & Link) Rothm..

## Portugal
Trata-se de uma espécie presente no território português, nomeadamente os seguintes táxones infraespecíficos:
- Hyacinthoides vicentina subsp. transtagana - presente em Portugal Continental. Em termos de naturalidade é endémica da região atrás referida. Encontra-se protegida por legislação portuguesa ou da Comunidade Europeia, nomeadamente pelo Anexo II e IV da Directiva Habitats.
- Hyacinthoides vicentina subsp. vicentina - presente em Portugal Continental. Em termos de naturalidade é endémica da região atrás referida. Encontra-se protegida por legislação portuguesa ou da Comunidade Europeia, nomeadamente pelo Anexo II e IV da Directiva Habitats.